# Hermann Breymann (Romanist)
Bodo Hermann Wilhelm Breymann (* 3. Juli 1842 in Oker; † 6. September 1910 in Bad Reichenhall) war ein deutscher Romanist.

## Leben und Werk
Breymann war der Sohn des braunschweigischen Hüttendirektors in Oker Chr. Ludw. Wilhelm Breymann (1811–1865) und seiner ersten Frau Ottilie geb. Mittendorf (1814–1851). Er besuchte die Gymnasien in Blankenburg, Lüttich und Braunschweig und studierte Philologie an den Universitäten von Paris, Marburg und Bonn. Sein Oberlehrerseminar legte er in Braunschweig ab. Er promovierte 1868 in Göttingen bei Theodor Müller mit Introduction aux deux livres des Machabées, traduction française du XIIIe siècle (im Vorwort bedankt er sich bei Ludwig Lemcke, den er von Braunschweig her kannte). Anschließend ging er nach England. Dort wirkte er als Hauslehrer, bis er am Owens College in Manchester eine Stellung als außerordentlicher Professor erhielt.
Breymann wurde 1875 in München Doppelprofessor für Französisch und Englisch (Neuenglisch und Neufranzösisch; neben Konrad Hofmann, der für die alten Sprachstadien zuständig war), ab 1892 der erste Münchener Professor für romanische Philologie. Außerdem wurde er Mitglied des königlich bayerischen Obersten Schulrates. 1876 gründete er mit acht Studenten den Akademisch-Neuphilologischen Verein München (ANV). Breymann wurde zum Geheimen Hofrat ernannt. 1911 folgte ihm auf dem Lehrstuhl Karl Vossler nach.
Aus seiner Ehe mit Marie geb. Kamlah (1858–1934) sind vier Töchter bekannt.

## Weitere Werke
- La dîme de pénitance : altfranzösisches Gedicht, Tübingen 1974.
- A French grammar, based on philological principles, London 1874.
- Sprachwissenschaft und neuere Sprachen : Vortrag im neu-philologischen Vereine zu München gehalten am 2. März 1876, München 1876.
- Die Lehre vom französischen Verb auf Grundlage der historischen Grammatik, München 1882.
- Über Lautphysiologie und deren Bedeutung für den Unterricht, München 1884.
- Wünsche und Hoffnungen, betreffend das Studium der neueren Sprachen, München 1885.
- Ergänzungen zum französischen Unterrichte an Gymnasien mit besonderer Berücksichtigung des Latein : Anhang zu den in Gymnasien verwendeten französischen Grammatiken, München 1892.
- Friedrich Diez sein Leben und Wirken. Festrede gehalten zur Feier des hundertsten Geburtstages am 3. März 1894, Leipzig 1894.
- Die phonetische Literatur von 1876–1895 : eine bibliographisch-kritische Übersicht, Leipzig 1897, Hildesheim 1973.
- Die neusprachliche Reform-Literatur von 1894–1899 : eine bibliographisch-kritische Übersicht, Leipzig 1900.
- Die Calderon-Literatur, München 1905.